# Acrapex zaouditou
Acrapex zaouditou is een vlinder van de familie van de uilen (Noctuidae). De wetenschappelijke naam van deze soort is voor het eerst voorgesteld door Bernard Laporte in een publicatie uit 1991.
De soort komt voor in Ethiopië.